# Joseph Gemain
Joseph Paul Gemain, né le 1er avril 1882 à Cossé-le-Vivien et mort le 30 avril 1939 à Rennes, est un footballeur, dirigeant et journaliste sportif français à l'origine du Stade vannetais, du Stade lavallois, du Stade Lavallois Omnisports, de l'Union athlétique rennaise et de la Ligue de Bretagne d'athlétisme.

## Biographie

Logo de l'USFSA

Né le 1er avril 1882 à Cossé-le-Vivien en Mayenne, il passe son enfance à Vannes. Alors lycéen à Jules-Simon, il participe à la création en 1898, avec son frère Edmond et un copain, du Stade vannetais. Il obtient le baccalauréat en 1898, et donne des cours dans un collège à Vannes. En 1902, à 20 ans, il est nommé adjoint technique des Ponts-et-Chaussées à la mairie de Laval. 
Le 17 juillet 1902, il participe à la création du Stade lavallois omnisports où il devient en athlétisme champion de Bretagne du 100 m. Il est capitaine et avant-centre de la toute première équipe de football du Stade lavallois. Il crée aussi la Fédération sportive bretonne. Il devient la même année secrétaire du comité de Bretagne créé le 6 avril 1902, membre de l'Union des sociétés françaises de sports athlétiques (USFSA), fédération sportive au sein de laquelle le mouvement laïque est représenté,, puis en 1903 président. Il le resta jusqu'à la fin de la Première Guerre mondiale avec un intermède en 1913 et 1914. 
À la suite d'une mutation administrative en décembre 1903, il est de retour à Vannes où il reprend en main le Stade vannetais qui fit partie de l'élite du football breton de 1903 à 1911. Il se marie le 4 septembre 1907 à Pontivy avec Louise Le Brigand. Il devient directeur des services de la voirie de la mairie de Vannes. Après guerre, il s'investit dans la ligue de Bretagne d'athlétisme, la ligue de l'Ouest de football association dont il fut vice-président, et le comité de Bretagne de natation. En 1921, il fonde la ligue de Bretagne d'athlétisme, qu'il dirige jusqu'en 1930. Journaliste sportif, il dirige la rédaction du journal La Semaine sportive bretonne et assure parfois l'intérim au quotidien Le Nouvelliste de Bretagne. Il est décédé à Rennes le 30 avril 1939. Il a été aussi vice-président de la fédération française d'athlétisme.
Sa fille Odette Gemain, née le 24 février 1910 à Vannes, est aussi une athlète de haut-niveau. Elle est championne de France du relais 4x100 m en 1934. Elle décède le 5 octobre 2017 à Lancieux à l’âge de 107 ans.